# Araneus leones
Araneus leones là một loài nhện trong họ Araneidae.
Loài này thuộc chi Araneus. Araneus leones được Herbert Walter Levi miêu tả năm 1991.